# Brueelia domestica
Espèce
Brueelia domestica est un genre de pou de la famille des Philopteridae, que l'on rencontre principalement sur les oiseaux, comme l'Hirondelle rustique.